# Häxprocessen i Bredevoort
Häxprocessen i Bredevoort var en häxprocess som utspelade sig i staden Bredevoort i Nederländerna 1610. 
De första trolldomsmålen som nämns i Bredevoort nämns 1561, när Salicke van Dornick förvisades från staden och Aleyd Koester bötfälldes; den senare anmäldes igen 1586 och avled då under tortyr. 
Människor kan betraktas som misstänkta för trolldom av alla möjliga skäl. En profetia som uppfylldes, en plötslig sjukdom efter att ha ätit något hemma hos grannen, ett mystiskt utseende, död bland boskapen. En häxprocess bestod av tre steg. När en person stod inför rätten som misstänkt, och inte omedelbart erkände, var vattenprovet första steget. Om man inte omedelbart sjönk i detta test, så var tortyr av en bödel det andra steget. Det tredje och sista steget var sedan ett sista steg. Svärdet, snaran eller pålen. Bålet föredrogs, eftersom man trodde att själen också förstördes, vilket naturligtvis ansågs önskvärt för häxor och trollkarlar.
Jenneken ter Honck från Dinxperlo anmäldes 1610 för att ha förtrollat tamboskap och gjort dem sjuka. Efter ett förhör under svår tortyr, erkänner hon och lovar gottgörelse och ber om döden med svärdet istället för pålen. Hon namngav fler medbrottslingar under tortyr. Hon dömdes till döden den 19 september 1610. Dagen därpå ställdes Gertken op 't Goir inför rätta. Hon anklagades för trolldom och kontakter med Djävulen. Gertken bekände genast och angav Willem ten Oistendorp, Myth Timpers och Jar Simon som de häxor och trollkarlar hon dansat med på häxsabbaten. 25 september 1610 inställde sig två män, Willem ten Oistendorp och skräddaren Berend Swenen från Borculo till domstolen för att genomgå vattenprovet. Vattenprovet gick fel, de förblev flytande och blev sedan torterade. Johan Boegen greps en månad senare och utsattes för vattenprovet. År 1610 brändes tio häxor på bål i Bredevoort. 
Häxprocessen i Bredevoort tillhörde de sista häxprocesserna med dödlig utgång i Nederländerna: de ägde rum efter Anna Muggen, som ofta har kallats den sista som avrättades för häxeri i landet. Häxprocessen i Roermond 81613) är ett gränsfall, eftersom de ägde rum på en plats som idag ligger i Nederländerna men som på den tiden tillhörde nuvarande Belgien. Den kanske sista häxprocessen i Bredevoort, och kanske till och med i Nederländerna, var 1675 års rättegång mot Marry Hoernemans: hon klarade vattenprovet, varefter hon frikändes från anklagelsen. 